# 茨维申瓦瑟尔
茨维申瓦瑟尔是奥地利福拉尔贝格州费尔德基希县的一个市镇。总面积22.63平方公里，总人口3153人，人口密度139.3人/平方公里（2005年）。